# Пабст, Гиду Фредерику Жуан
Гиду Фредерику Жуан Пабст (порт. Guido Frederico João Pabst, 1914—1980) — бразильский ботаник и лётчик, специалист по таксономии семейства Орхидные.

## Биография
Гиду Пабст родился 19 сентября 1914 года в городе Порту-Алегри. Пабст был пилотом гражданской авиации, в свободное время занимался сбором и определением образцов растений. Затем Пабст жил в Рио-де-Жанейро, где познакомился с Эдмунду Перейрой и Грасиелой Баррозу. Также Пабст был учеником Александра Курта Браде, одного из самых известных бразильских специалистов по орхидеям. Первые научные работы Пабста были изданы в 1950 году: «Colhendo orquideas no Rio Grande do Sul» и «Notas sobre Polystachya estrelensis Rchb. f.». Во время отпусков Пабст посещал по приглашениям гербарии Королевских ботанических садов Кью, Национального музея естественной истории в Париже, Мюнхенского ботанического сада, а также гербарий Оукса Эймза в Гарвардском университете и Национальный гербарий США в Вашингтоне. Стокгольмский университет переслал Пабсту образцы орхидных для определения и описания. В 1958 году Пабст основал Гербарий Браде, был его директором до своей смерти. В 1969 году он стал издавать журнал Bradea.
Пабст был членом Бразильской Академии наук, Линнеевского общества и множества других ботанических организаций. Ботанический сад Рио-де-Жанейро наградил Пабста медалью Жуана VI. Также Пабст был кавалером Ордена за заслуги перед военно-воздушными силами Бразилии.
Гиду Фредерику Пабст скончался 27 апреля 1980 года в Рио-де-Жанейро после продолжительной болезни. В это время он работал над разделом книги Фредерику Карлуса Хёне Flora Brasilia, посвящённом орхидным.

## Роды и некоторые виды, названные в честь Г. Ф. Ж. Пабста
- Pabstia Garay, 1973
- Pabstiella Brieger & Senghas, 1976
- Aechmea pabstii E.Pereira & Moutinho, 1980
- Anemopaegma pabstii A.H.Gentry, 1980
- Barbacenia pabstiana L.B.Sm. & Ayensu, 1976
- Buchenavia pabstii Marquete & C.Valente, 1992
- Bulbophyllum pabstii Garay, 1973
- Campomanesia pabstiana Mattos & D.Legrand, 1975
- Cinclodes pabsti Sick, 1969
- Cypella pabstiana Ravenna, 1981
- Eremanthus pabstii G.M.Barroso, 1964
- Habenaria pabstii J.A.N.Bat. & Bianch., 2003
- Hoffmannseggella pabstii F.E.L.Miranda & K.G.Lacerda, 2003 [syn.  Cattleya pabstii (F.E.L.Miranda & K.G.Lacerda) Van den Berg, 2008]
- Hohenbergia pabstii L.B.Sm. & Read, 1976
- ×Isanitella pabstii Leinig ex Pabst, 1976 [syn.  Isabelia ×pabstii (Leinig ex Pabst) Van den Berg & M.W.Chase, 2001]
- Mormodes pabstiana J.Cardeñas, A.Ramírez & S.Rosillo, 1983
- Oncidium pabstii Campacci & C.Espejo, 1998
- Palmorchis pabstii Veyret, 1978
- Pavonia pabstii Krapov. & Cristóbal, 1993
- Pleurothallis pabstii Garay, 1953 [syn.  Anathallis pabstii (Garay) Pridgeon & M.W.Chase, 2001]
- Solanum pabstii L.B. Sm. & Downs, 1964
- Vriesea pabstii McWill. & L.B.Sm., 1970
- Zygopetalum pabstii Toscano, 1980

А также вид птиц Cinclodes pabsti.